# 新赫尼利察
49°42′25″N 36°52′28″E / 49.70694°N 36.87444°E
新赫尼利察（烏克蘭語：Нова Гнилиця）是位於烏克蘭東部的村莊，由哈爾科夫州丘胡伊夫区的契卡洛夫斯凱市鎮負責管轄。該村始建於1758年，面積1.19平方公里，海拔高度153米，2001年人口450。